# Юбилейная медаль «100 лет гражданской авиации России»
Юбиле́йная меда́ль «100 ле́т гражда́нской авиа́ции Росси́и — юбилейная медаль Российской Федерации учреждённая Указом Президента Российской Федерации от 17 ноября 2022 года № 831 в честь 100-летнего юбилея гражданской авиации России.

## Положение о медали

### Основания для награждения
Юбилейной медалью «100 лет гражданской авиации России» награждаются работники организаций гражданской авиации, государственные гражданские служащие, муниципальные служащие, работники органов государственной власти Российской Федерации, органов государственной власти субъектов Российской Федерации, органов местного самоуправления и иные лица, внёсшие значительный вклад в становление и развитие отечественной гражданской авиации.

### Правила ношения
Юбилейная медаль «100 лет гражданской авиации России» носится на левой стороне груди и располагается после государственных наград Российской Федерации либо после юбилейных медалей (при их наличии). Порядок ношения юбилейных медалей соответствует порядку их учреждения. По состоянию на 17 ноября 2022 года, старшей наградой является юбилейная медаль «50 лет Байкало-Амурской магистрали».

## Описание медали
Юбилейная медаль «100 лет гражданской авиации России» изготавливается из металла золотистого цвета и имеет форму круга диаметром 32 мм. Края медали окаймлены выпуклым бортиком с обеих сторон.
На лицевой стороне медали — взлетающий пассажирский самолет МС-21 на фоне стилизованного изображения Северного полушария с наложенной на это изображение картой Российской Федерации.
Вверху, по окружности, — надпись рельефными буквами: «100 ЛЕТ ГРАЖДАНСКОЙ АВИАЦИИ РОССИИ».

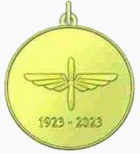
Оборотная сторона

На оборотной стороне медали — пропеллер, с двух сторон которого изображены крылья, и рельефные цифры «1923 – 2023».
Медаль при помощи ушка и кольца соединяется с пятиугольной колодкой, обтянутой шелковой муаровой лентой голубого цвета с продольными полосками синего и белого цветов по краям ленты. Ширина ленты  –  24 мм. Ширина синих полосок  –  3 мм, белых  –  1 мм.

## Награждённые медалью
Первые награждения юбилейной медалью «100 лет гражданской авиации России» прошли 3 марта 2023 года в Министерстве транспорта Российской Федерации. Церемонию проводил министр транспорта Российской Федерации Виталий Савельев. Тогда медалями были награждены: Сергей Франк — экс министр транспорта, Николай Цах — экс министр транспорта, Александр Нерадько — глава Росавиации, Олег Сторчевой — заместитель главы Росавиации, Владимир Черток — экс глава Ространснадзора, Евгений Чудновский — президент Международной ассоциации аэропортов, Дмитрий Шамраев — представитель Международной ассоциации воздушного транспорта в России и СНГ, Сергей Скуратов — гендиректор авиакомпании «Уральские авиалинии», Дмитрий Тыщук — первый замгендиректора авиакомпании «Аврора», а также пилоты — Герои Российской Федерации: Андрей Ламанов, Евгений Новосёлов, Дамир Юсупов, Георгий Мурзин и другие.